# Patrocínio (comune brasiliano)
Patrocínio è un comune del Brasile nello Stato del Minas Gerais, parte della mesoregione del Triângulo Mineiro e Alto Paranaíba e della microregione di Patrocínio.